# Renault Talisman
O Renault Talisman é um automóvel do segmento D fabricado pela montadora francesa Renault desde 2015. Substituiu o Renault Laguna, bem como o maior Renault Latitude, para o qual não estava prevista nenhuma substituição direta. Foi produzido pela Fábrica Renault de Douai da Renault de 2015 a 2022 e é produzido por sua subsidiária sul-coreana Renault Korea Motors (anteriormente denominada Renault Samsung Motors) desde 2016 e comercializado como Renault Korea Motors SM6 (até 2022, era comercializado como o Renault Samsung SM6).
A Renault encerrou a produção do Talisman na Europa em fevereiro de 2022.

## Carro-conceito
O primeiro uso do nome Renault Talisman está em um carro-conceito não relacionado, projetado junto com o Renault Initiale Concept de 1995, pelo designer-chefe da Renault, Patrick Le Quément. Inicialmente conhecido como Renault Z12, foi apresentado no Salão do Automóvel de Frankfurt em setembro de 2001. O conceito Talisman era um cupê 2+2 de três portas com duas portas asa de gaivota e estava equipado com um motor V8 de 4,5 litros da Nissan.